# 최경미
최경미(崔景美, 1967년 5월 28일, 전라남도 완도군 ~ )은 대한민국의 제5·6대 광주광역시 광산구의원이다.

## 학력
- 노화국민학교 졸업
- 노화중학교 졸업
- 경신여자고등학교 졸업

## 경력
- 광산구 사회단체 보조금 심의위원
- 광산구 구립도서관 운영위원회 위원
- 광산구 지역아동센타 심의위원
- 화물공영차고지 조성을 위한 대책위원회 공동대표
- 신창동 영산강근린공원내 승마장조성반대 비상대책위원회 집행위원장
- 똥강아지 장난감 도서관 운영위원
- 신가동 바르게살기 위원회 감사
- 신가중학교 학교운영위원회 위원장
- 광산구 교육희망네트워크 집행위원장
- 전국금속노동조합 광주전남지부 여성부 부장
- 풍영초등학교 학교운영위원회 위원
- 민주노동당 광주광역시당 대의원
- 민주노동당 광주광역시당 공직자 대표
- 민주노동당 광주광역시당 부위원장
- 민주노동당 중앙당 대의원
- 통합진보당 중앙위원
- 2006.07 ~ 2010.06 제5대 광주광역시 광산구의회 의원
- 2006.07 ~ 2008.07 제5대 광주광역시 광산구의회 전반기 운영위원회 위원
- 2006.07 ~ 2008.07 제5대 광주광역시 광산구의회 전반기 산업도시위원회 위원
- 2006.07 ~ 2008.07 제5대 광주광역시 광산구의회 전반기 예산결산특별위원회 위원
- 2006.11 ~ 2006.11 제5대 광주광역시 광산구의회 사회단체보조금지원조사특별위원회 위원
- 2008.07 ~ 2010.06 제5대 광주광역시 광산구의회 후반기 산업도시위원회 위원
- 2008.07 ~ 2010.06 제5대 광주광역시 광산구의회 후반기 예산결산특별위원회 위원
- 2010.07 ~ 2014.03 제6대 광주광역시 광산구의회 의원
- 2010.07 ~ 2012.07 제6대 광주광역시 광산구의회 전반기 운영위원회 위원
- 2010.07 ~ 2012.07 제6대 광주광역시 광산구의회 전반기 기획총무위원회 위원
- 2010.07 ~ 2012.07 제6대 광주광역시 광산구의회 전반기 예산결산특별위원회 위원
- 2011.05 ~ 2011.09 제6대 광주광역시 광산구의회 민간위탁사무조사특별위원회 위원장
- 2012.07 ~ 2014.03 제6대 광주광역시 광산구의회 후반기 부의장
- 2012.07 ~ 2014.03 제6대 광주광역시 광산구의회 후반기 기획총무위원회 위원
- 2013.09 ~ 2013.09 제6대 광주광역시 광산구의회 시설관리공단설립및운영조례안심사특별위원회 위원

## 역대 선거 결과
|  | 18.47% |

|  | 24.55% |

|  | 23.67% |

|  | 1.63% |

|  | 15.29% |

|  | 29.56% |

## 참고 자료
- 최경미 - 페이스북